# Tramwaje w Jerozolimie
Tramwaje w Jerozolimie – system tramwajowy działający w Jerozolimie, w Izraelu.

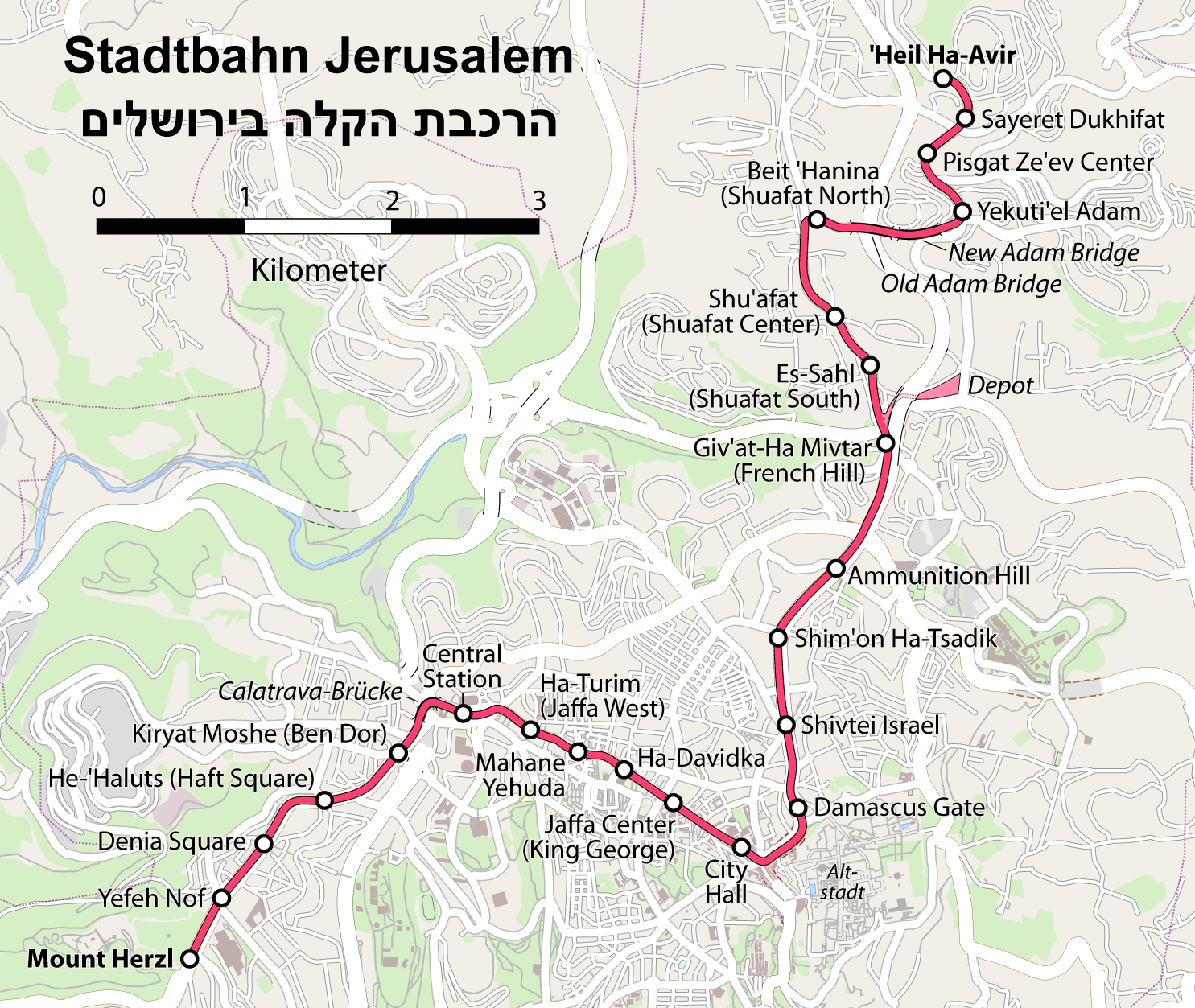
Mapa linii tramwajowej

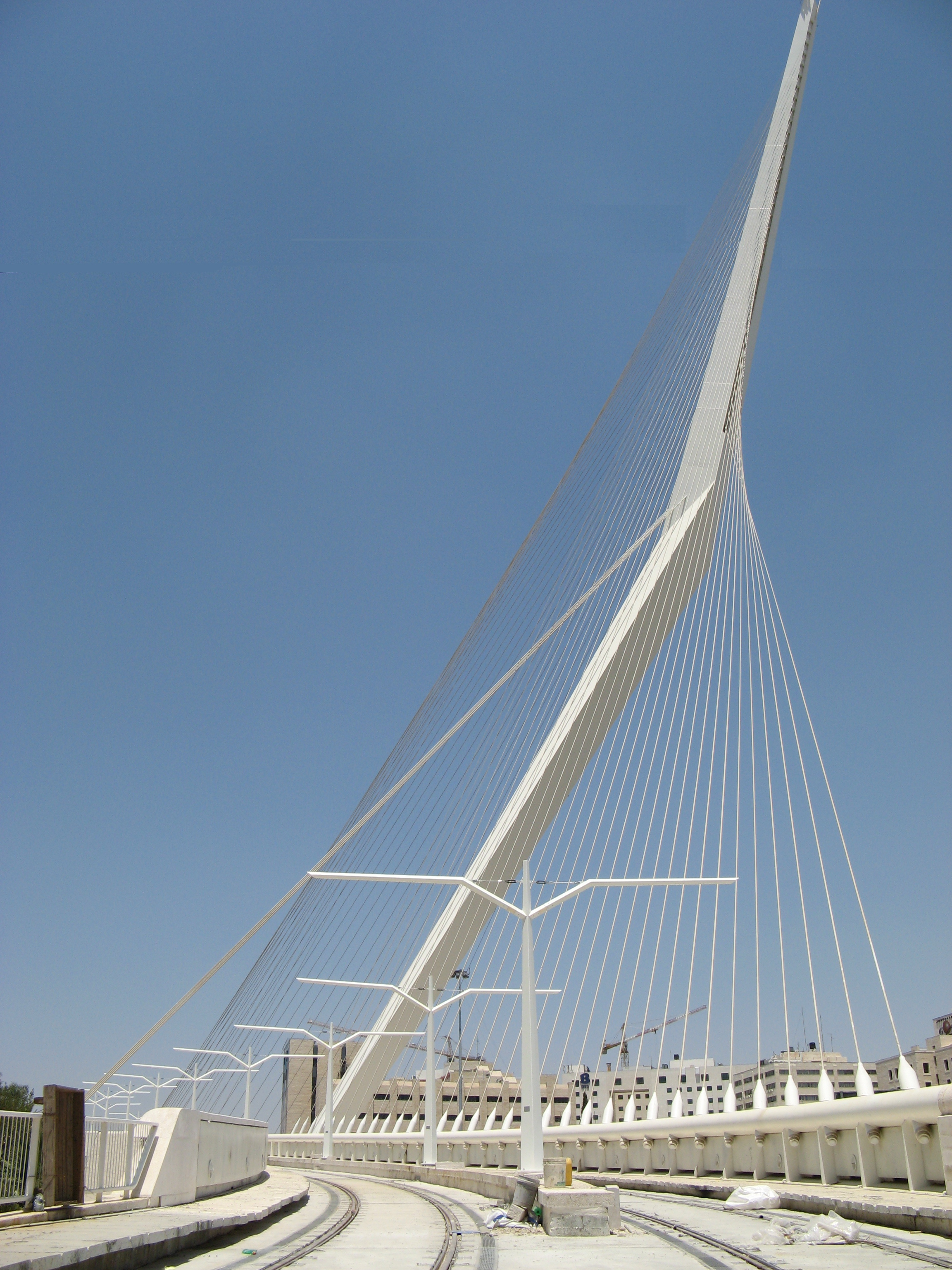

## Historia
W 1995 ministerstwo transportu Izraela i miasto Jerozolima postanowiły opracować plan poprawy sytuacji komunikacji miejskiej w Jerozolimie. Celem planu było zachęcenie mieszkańców do przejścia na transport publiczny. Rozważano kilka opcji:
- rozbudowa sieci drogowej – pomysł został odrzucony
- budowa metra – pomysł został odrzucony
- budowa kolei jednoszynowej – pomysł został odrzucony
- modernizacja taboru autobusowego – pomysł został odrzucony
- budowa linii tramwajowej – pomysł został przyjęty

Ostateczną decyzję o budowie tramwaju podjęto w październiku 1997.
Budowę linii tramwajowej w Jerozolimie rozpoczęto w kwietniu 2006 wówczas zaplanowano otwarcie linii tramwajowej na 2008, który później został przesunięty na rok 2010. Pierwsza jazda testowa odbyła się 24 lutego 2010. Układanie torów zostało zakończone 15 czerwca 2010. Otwarcie linii zaplanowano na 7 kwietnia 2011. Początkowo koszt budowy miał wynieść 500 mln szekli, ale z powodu złej gospodarki finansowej koszt budowy dotychczas wynosi już 1,2 mld szekli. Otwarcie linii nastąpiło 19 sierpnia 2011.

## Tabor
Tramwaje eksploatowane w Jerozolimie to 46 egzemplarzy pojazdów Alstom Citadis 302. Tramwaje są 5 członowe, w 100% niskopodłogowe, wyposażone są między innymi w kuloodporne szyby. Pierwszy tramwaj do Jerozolimy został dostarczony we wrześniu 2007.

## Linia
Linia łączy Wzgórze Herzla z Pisgat Ze’ew.

## Kontrowersje
Projekt linii tramwajowej wzbudził kontrowersje, ponieważ linia częściowo przechodzi przez tereny miasta zdobyte przez Izrael podczas wojny sześciodniowej.

## Galeria

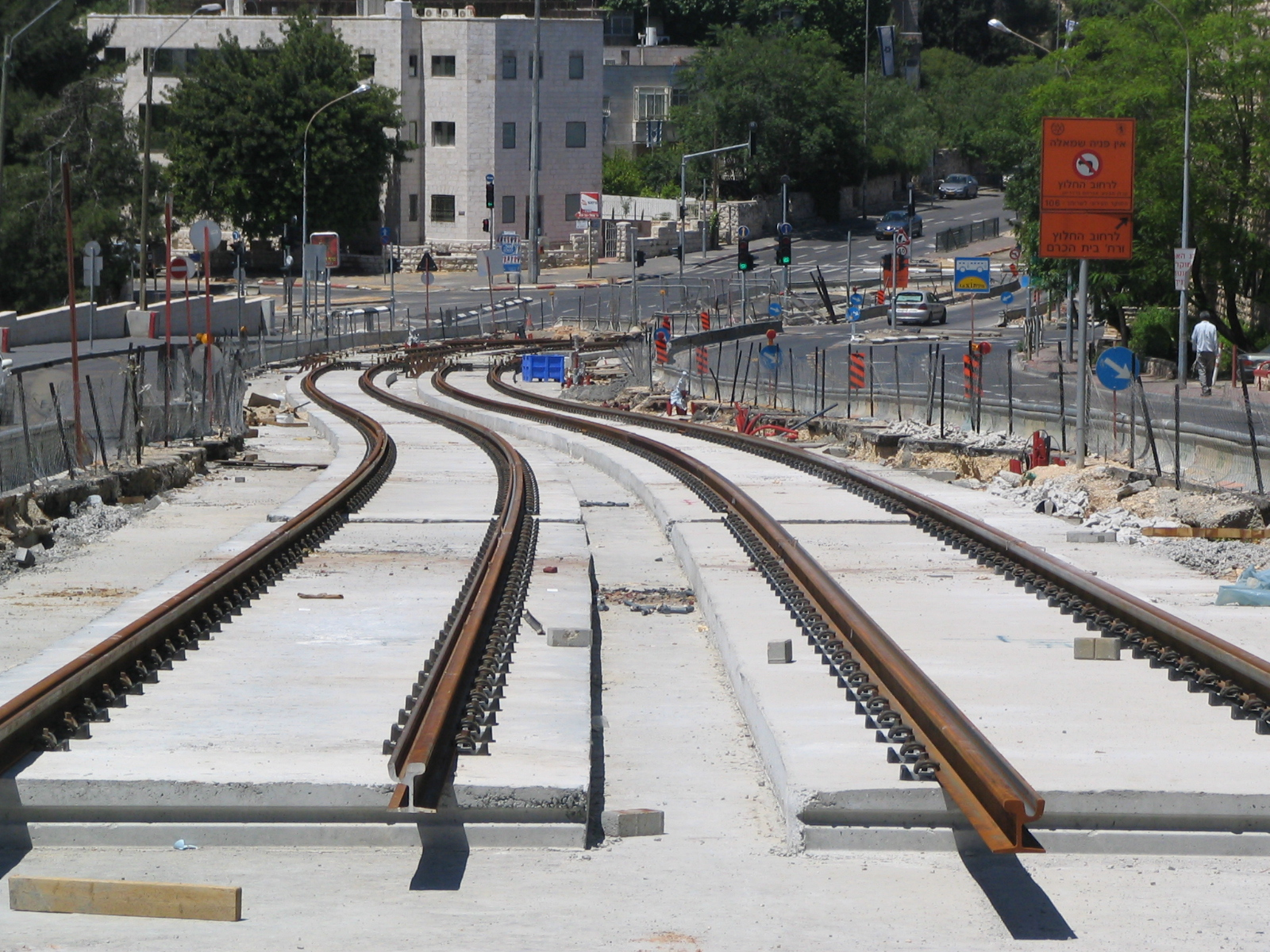
Budowa linii tramwajowej
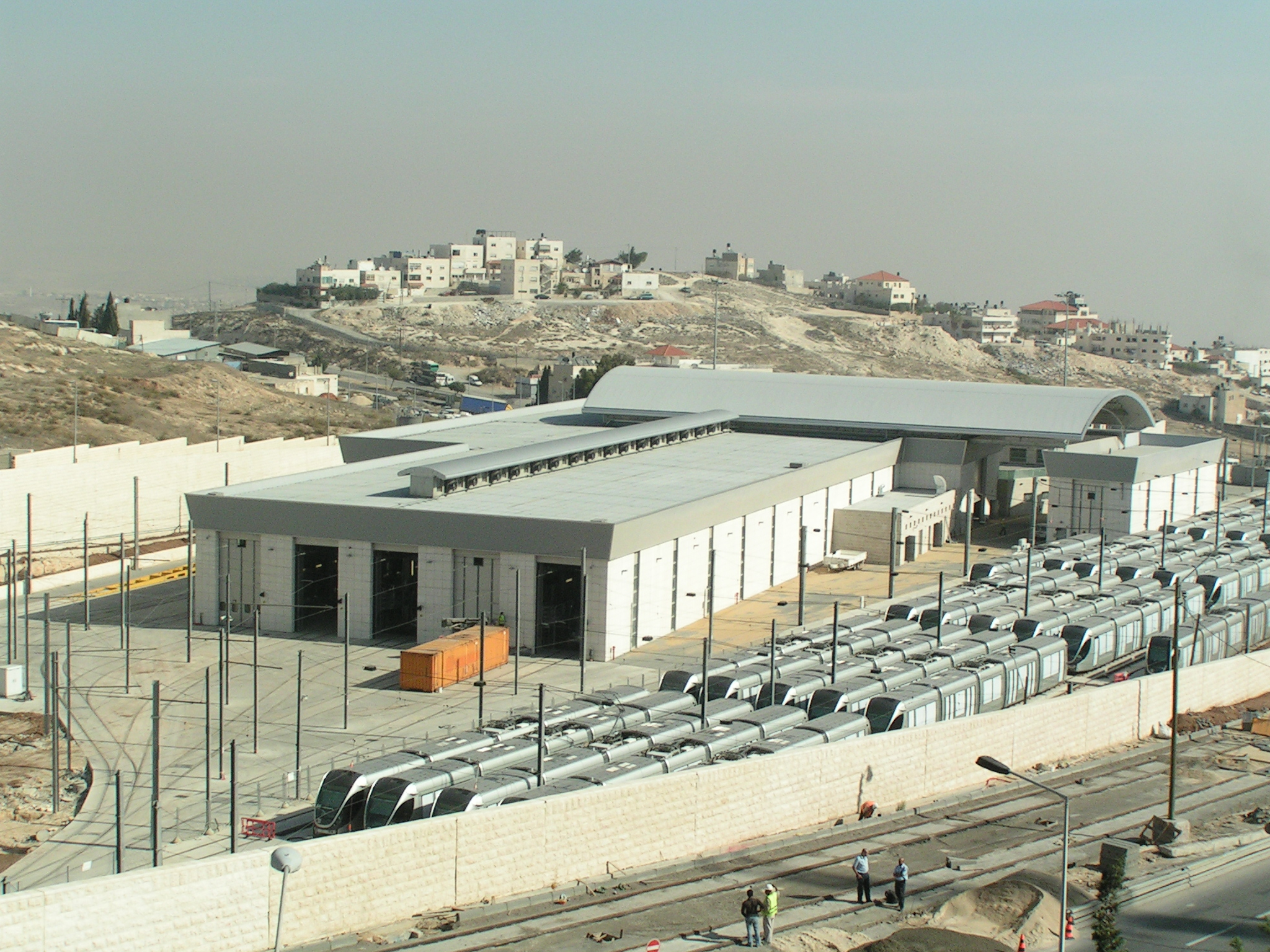
Zajezdnia tramwajowa w Jerozolimie
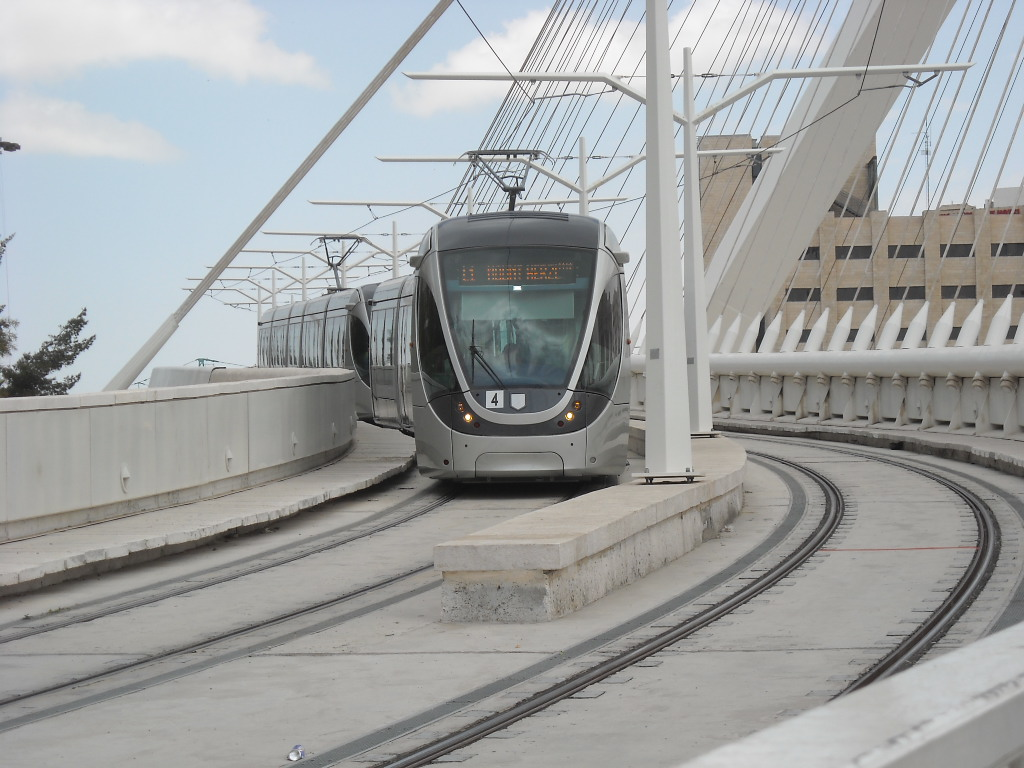
Skład tramwajów na Moście Strun
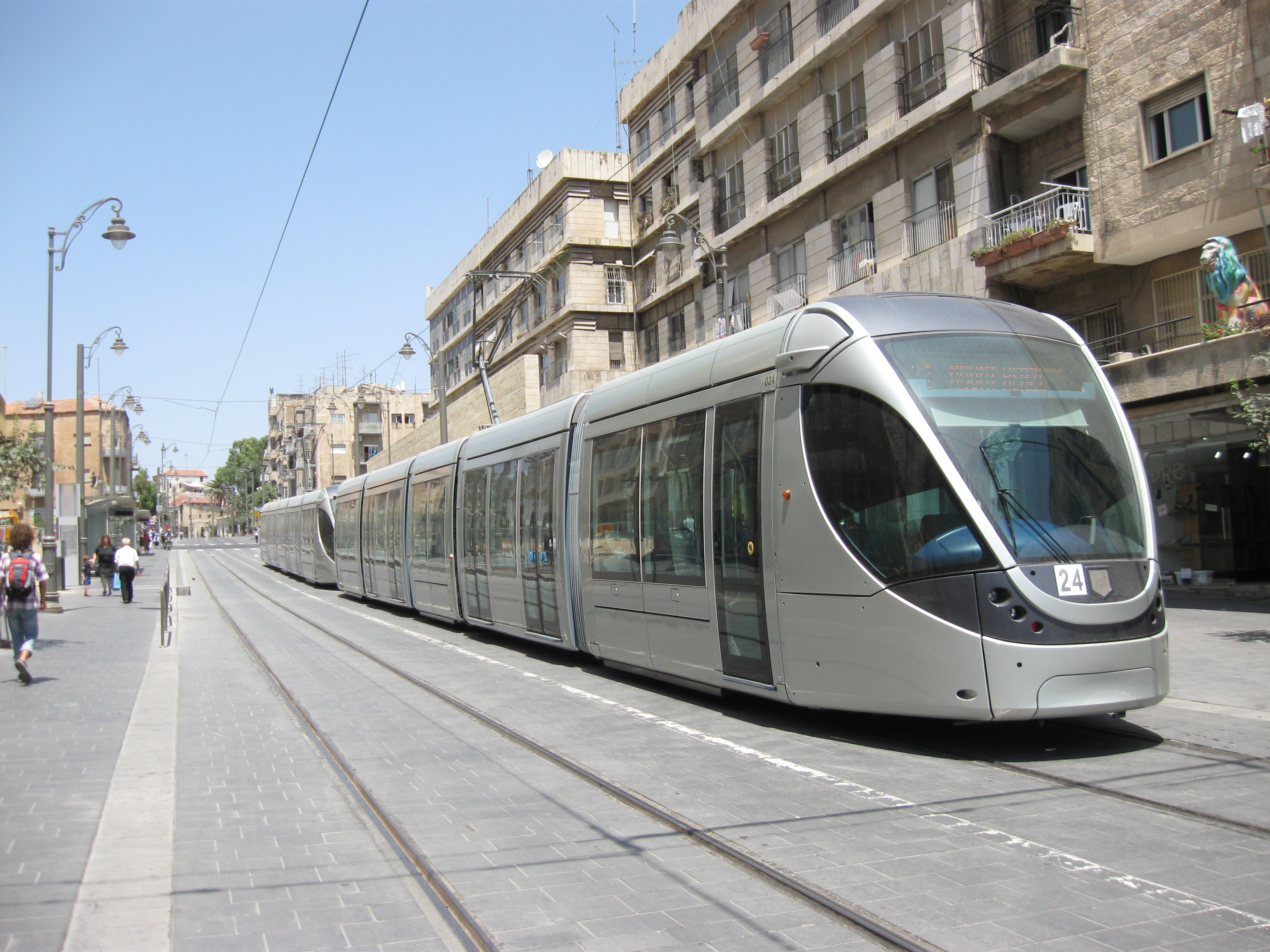
Tramwaj przy ulicy Jafa